# 마를리아나
마를리아나(이탈리아어: Marliana)는 이탈리아 토스카나주 피스토이아도에 있는 코무네다. 피렌체에서 북서쪽으로 40km, 피스토이아에서 서쪽 12km 거리에 있다.
1373년에 지어진 성 니콜라 교회가 유명하며, 그곳엔 베네데토 불리오니가 만든 두 개의 조각상이 있다.